# سميلاكس غلابرا
السارساباريلا، هو نوع نباتي من جنس السارساباريلا. موطنها الأصلي هو الصين ، جبال الهيمالايا ، والهند الصينية.
سميلاكس غلابرا دواء تقليدي في علم الأعشاب الصيني، ومن هنا يُعرف أيضًا بجذر الصين، وجذر الصين (اسم مشترك مع العليق الصيني ذي الصلة) يكتب بالصينية توفولينغ (土茯苓 ). جذر الصين هو أحد المكونات الرئيسية في الحلوى الطبية الصينية جويلينغ غاو" (تُعرف أيضًا باسم "هلام السلحفاة")، والتي تستخدم قدرتها على تثبيت أنواع معينة من الجيلي.
يوجد جليكوسيدات ثنائي هيدرو فلافونول ( أستيلبين، نيواستيلبين، أيزواستيلبين، نيوأيزواستيلبين، (2 R ، 3 R )- تاكسيفولين -3'-O-بيتا-D-بيرانوجلوكوزيد) في جذور نبات سميلاكس جلابرا  بالإضافة إلى سميتيلبين، وهو رامنوسيد فلافانونول. سميجلابرون أ وسميجلابرون ب عبارة عن إبيكاتشينات بديلة للفينيل بروبانويد والتي تم عزلها أيضًا من الجذر.  

## الاستخدام في الطب الصيني التقليدي
يستخدم جذر سميلاكس غلابرا في الطب الصيني التقليدي لعلاج الزحار وآلام المفاصل ونزلات البرد.  يزرع س. الجلابرا في جنوب الصين. تُجمع جذور النباتات وتُجفَّف على مدار الفصول لتُستخدم كأعشاب طبية. بعد ذلك، يُخلط الجذر المجفف بالماء ويُشرب عن طريق الفم. يُعتقد أن هذا المشر[بحاجة لمصدر]ب يُساعد في استعادة التوازن الداخلي للجسم، خاصةً عند الإصابة بمرض الين، عبر التخلص من الرطوبة الزائدة والسموم المتراكمة.  